# NGC 2890
NGC 2890 é uma galáxia elíptica (E-S0) localizada na direcção da constelação de Hydra. Possui uma declinação de -14° 31' 44" e uma ascensão recta de 9 horas, 26 minutos e 29,8 segundos.
A galáxia NGC 2890 foi descoberta em 1886 por Frank Leavenworth.